# Мангри П'юри
Мангри П'юри (ідентифікатор WWF: NT1429) — неотропічний екорегіон мангрових лісів, розташований на північному заході Перу.

## Географія
Екорегіон мангрів П'юри розташований на узбережжі Тихого океану в провінції П'юра на північному заході Перу, поблизу міста Сечура. Він охоплює дуже невелику ділянку мангрових лісів площею приблизно 129 км², розташовану у віялоподібній дельті річки П'юра, яка розкинулася на 20 км з півночі на південь. Більша частина мангрових лісів росте на мулистих мілинах та на берегах припливних каналів і лагун, що лежать за смугою бар'єрних пляжів та дюн. Мангри П'юри повністю оточені прибереженою пустелею Сечура і є найпівденнішою ділянкою мангрових лісів на тихоокеанському узбережжі Південної Америки.

## Клімат
В межах екорегіону домінує посушливий пустельний клімат (BWh за класифікацією кліматів Кеппена). Середньорічна температура в регіоні становить близько 24 °C, середня мінімальна температура — 18 °C, а середня максимальна температура — 31 °C. Опадів в регіоні випадає мало, у середньому близько 1000 мм на рік або навіть менше, однак під час періодичних подій Ель-Ніньйо кількість опадів може бути у 60 разів більшою.

## Флора і фауна
У манграх П'юри домінують невисокі чорні мангри (Avicennia germinans), насадження яких утворюють вузькі смуги уздовж берегів водно-болотних угідь. Також в регіоні зустрічаються білі мангри (Laguncularia racemosa). В глибині суходолу, у перехідній смузі до пустелі Сечура, зустрічаються види, характерні для цієї пустелі, зокрема колючі паркінсонії (Parkinsonia aculeata) та перуанські альтернатери (Alternanthera peruviana), тоді як на прибережних дюнах ростуть приморські дворядники (Distichlis spicata) та перуанські монте-саладо (Cryptocarpus pyriformis), які стабілізують їх, закріплюючи корінням ґрунт.
У манграх П'юри зустрічається багато водоплавних та коловодних птахів, а різноманітні перелітні птахи зупиняються тут під час своїх міграцій. Серед птахів, поширених у манграх П'юри, слід відзначити чилійського фламінго (Phoenicopterus chilensis), перуанську сулу (Sula variegata), бразильського баклана (Phalacrocorax brasilianus), перуанського пелікана (Pelecanus thagus), велику чепуру (Ardea alba), мангрову чаплю (Butorides striata), золотистого пісняра-лісовика (Setophaga petechia) та скопу (Pandion haliaetus). Майже ендемічними представниками екорегіону є берегові землекопи (Geositta peruviana). Серед поширених в регіоні ссавців слід відзначити майже ендемічного сечурського зорро (Lycalopex sechurae), а серед плазунів — перуанську тихоокеанську ігуану (Microlophus peruvianus).

## Збереження
Основною загрозою для збереження природи регіону є відведення води з річки П'юра, зокрема з метою зрошення, що призводить до збільшення солоності води у її гирлі. Мангрові ліси залежать від балансу прісної та солоної води, який підтримується припливно-відпливними коливаннями, а єдиним джерелом прісної води у цій частині пустелі Сечура, є річка П'юра. Також загрозу може становити вирубка мангрових дерев та надмірна експлуатація природних ресурсів. У 2008 році мангри екорегіону були визнані Рамсарським водно-болотним угіддям міжнародного значення під назвою "Мангларес-де-Сан-Педро-де-Вісе".